# Гилберт, Хемфри
Сэр Хемфри Гилберт (также Ха́мфри Ги́лберт англ. Humphrey Gilbert; 5 августа 1539 — 9 сентября 1583) — английский военный и навигатор, единоутробный брат сэра Уолтера Рэйли и двоюродный брат сэра Ричарда Гренвилла.

## Биография
Родился 5 августа 1539 года в графстве Девоншир. Изучал навигацию и военное дело в Оксфорде.
Поступил в армию и был ранен при осаде Гавра (1563 год). В 1566 году предложил экспедицию с целью поиска прохода между Англией и Дальним Востоком.
Королева Англии Елизавета I отвергла это предложение и вместо этого направила Гилберта в Ирландию, где он жестоко подавил восстание (1567—1570) и начал разработку плана протестантской колонизации провинции Манстер в южной части Ирландии. Для этой деятельности он был произведён в рыцари в 1570 году в возрасте 31 года.
В 1572 году он командовал полутора тысячами английских добровольцев, направленных для участия в сопротивлении Нидерландов против Испании.
К середине 1570 года Гилберт начал применять свой ирландский опыт колонизации к Северной Америке. В 1577 году он выдвинул план по захвату Ньюфаундлендом рыболовных флотов Испании, Португалии и Франции; оккупации Санто-Доминго и Кубы, а также перехвату судов, перевозящих американское серебро в Испанию. Елизавета I игнорировала его предложение. В 1578 году Гилберт получил задание основать колонию в Новом Свете. Экспедиция 1578—1579 годов не имела успеха, поскольку из-за штормовой погоды судам пришлось вернуться в Англию.
Для финансирования новой экспедиции Гилберт при содействии своего единоутробного брата Уолтера Рэйли начал продавать земли ещё не существующей колонии. Рэйли также предоставил корабль и помог в получении разрешения от Елизаветы I. С пятью судами, на борту которых было 260 человек, Гилберт 11 июня 1583 года вышел из Плимута, а 3 августа подошёл к Ньюфаундленду, где 5 августа основал небольшую колонию Сент-Джонс.
На флотилии из трёх судов Гилберт предпринял попытку обследовать побережье к югу от Сент-Джонса. Во время этого путешествия самый большой корабль погиб, а с двумя оставшимися он решил вернуться в Англию. Сам Гилберт плыл на меньшем судне «Сквиррел» водоизмещением всего 10 т.
9 сентября 1583 года, стоя на палубе своего гибнущего корабля, Гилберт произнёс свою знаменитую фразу: «We are as near to heaven by sea as by land». Вечером судно «Сквиррел» вместе с Гилбертом пошло ко дну близ Азорских островов.